# Łuszczka jaglicza
Łuszczka jaglicza – zmętnienie i unaczynienie górnej części rogówki, które występuje w rozwiniętej jaglicy. Objawia się białą błonką pokrywającą od góry rogówkę i zawierającą liczne wrastające w nią naczynia krwionośne.